# Dust (romanzo)
Dust è un romanzo di fantascienza dello scrittore statunitense Hugh Howey pubblicato nel 2014. Si tratta del terzo e ultimo romanzo della serie di Silo, che ha ispirato l'omonima serie televisiva.

## Trama
Il libro è diviso in 3 parti: Lo scavo, L'esterno e Casa.
Donald mantiene contatti regolari con Juliette nel Silo 17 e Lukas nel Silo 18, ma la sua salute inizia a peggiorare rapidamente. Mentre gli abitanti del Silo 18 intraprendono lo scavo di un tunnel per il Silo 17, Thurman viene risvegliato e riafferma il controllo sul Silo 1, con conseguente pestaggio e imprigionamento di Donald. Il tunnel si apre verso il 17 proprio mentre Thurman nota che il 18 è diventato un ribelle e ne ordina la chiusura, e solo circa 200 abitanti riescono a mettersi in salvo prima che il 18 venga saturo di gas velenoso.
La sorella di Donald, Charlotte, che Donald ha svegliato illegalmente, e un agente di sicurezza comprensivo di nome Darcy cercano di liberare Donald e di fuggire insieme dal Silo 1. Donald sta morendo ed è troppo debole per andarsene. Convince Charlotte e Darcy ad andare senza di lui, mentre progetta di far esplodere le cariche di demolizione incorporate nel Silo 1 in modo che gli altri Silos vengano liberati dalla tirannia di Thurman e dall'Operazione Cinquanta. Darcy si sacrifica affinché Charlotte possa uscire sana e salva, e Donald distrugge Silo 1.
Nel frattempo, Juliette scopre che tutti i Silo possiedono una macchina per scavare tunnel che, una volta attivata, li collegherà a un luogo denominato "Seed". La macchina del Silo 17 richiede più carburante di quello disponibile, quindi Juliette e gli altri sopravvissuti cercano di raggiungere Seed camminando sulla superficie. Emergono da un muro di polvere e si rendono conto che il mondo si è già guarito. I Silo sono avvolti da un velo artificiale di polvere tossica, ma oltre a loro, ci sono aria respirabile, acqua pulita e un ecosistema fiorente. Quando Juliette e i sopravvissuti arrivano a Seed, scoprono che è un bunker tentacolare pieno di cibo, materiali e semi di piante, tutto il necessario per ricostruire la civiltà. Charlotte incontra il gruppo e Juliette la invita a unirsi a loro per ricostruire insieme la civiltà umana.

## Accoglienza
Il romanzo ha scalato le classifiche del New York Times.

## Edizione italiana
- Dust, (I ed.it. Milano, Fabbri Editori, 2014) ISBN 978-88-915-071-74.